# Marcel Dassault

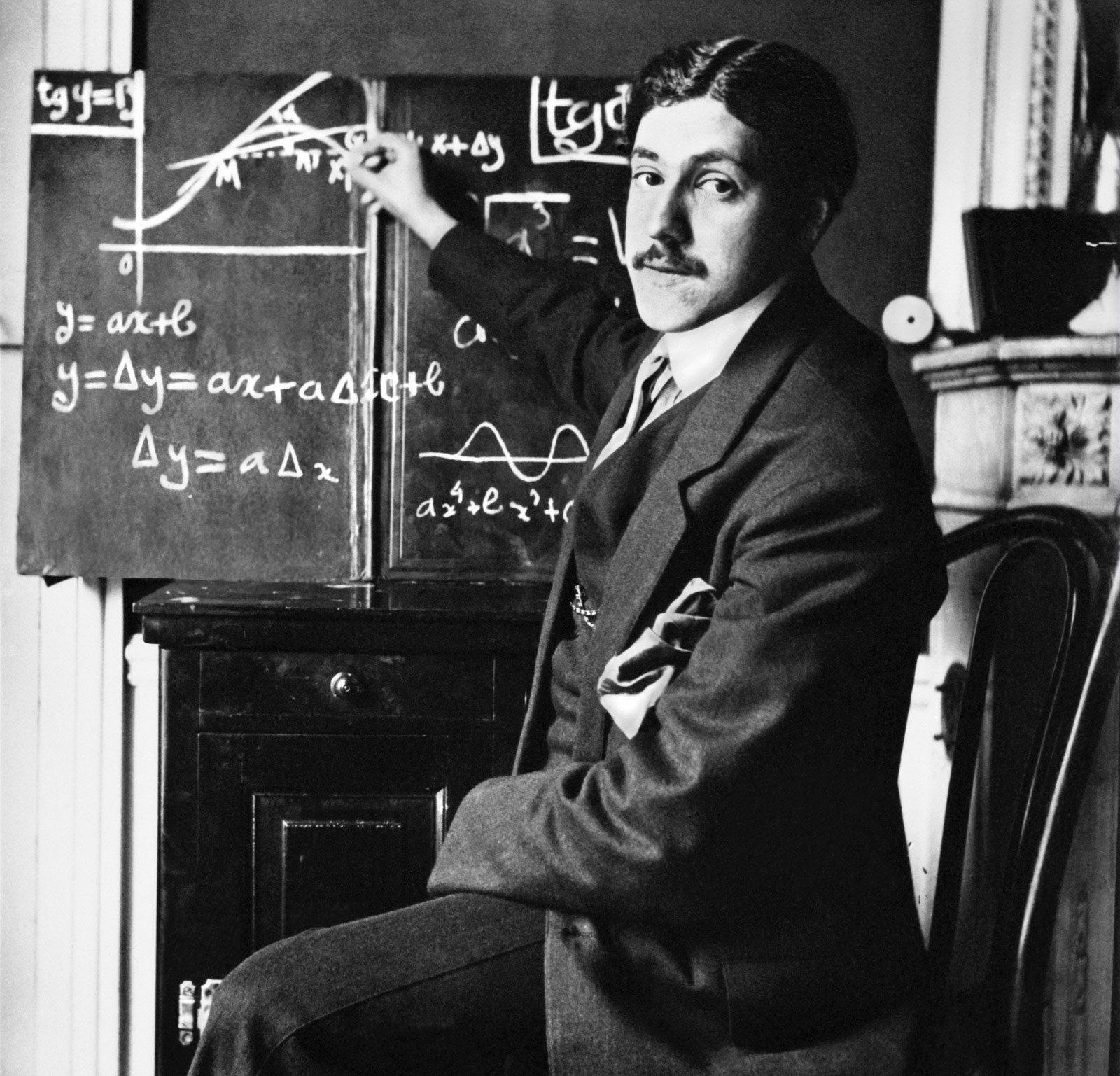
Marcel Dassault (1914)

Marcel Dassault (* 22. Januar 1892 in Paris; † 17. April 1986 in Neuilly-sur-Seine; geboren als Marcel Bloch) war ein französischer Luftfahrtunternehmer.

## Leben
Marcel Dassault, der ursprünglich den Familiennamen Bloch trug, war der Sohn von Adolphe Bloch, einem aus dem Elsass stammenden jüdischen Allgemeinarzt, und dessen Frau, Noémie Allatini, deren Familie sephardische Juden aus Thessaloniki waren. Sein Großonkel, Moïse Allatini (1809–1882), war einer der reichsten Männer im Osmanischen Reich, der Komponist Darius Milhaud und der Kampfpilot Nissim de Camondo waren seine Neffen.
Marcel Bloch besuchte das Lycée Condorcet in Paris und die Luftfahrthochschule ENSAE (École nationale supérieure de l’aéronautique et de l’espace) und war einer der ersten Luft- und Raumfahrtstudenten Frankreichs. Im Ersten Weltkrieg entwickelte er gemeinsam mit Henry Potez im Jahr 1917 für die französischen Luftstreitkräfte einen effizienten Holzpropeller unter der Bezeichnung éclair (‚Blitz‘).
Im Jahr 1928 gründete Bloch ein Luftfahrtunternehmen, die Société des Avions Marcel Bloch, die unter der Regierung der Volksfront verstaatlicht und in die SNCASO eingegliedert wurde. Bloch leitete das Unternehmen als administrateur délégué und gründete mithilfe der aus der Verstaatlichung hervorgegangenen Entschädigungszahlung die Societé Anonyme des Avions Marcel Bloch, mit der er für die SNCASO Flugzeuge entwickelte, für die diese wiederum erhebliche Lizenzzahlungen zu leisten hatte. Dies nahm die rechtsextreme Presse, insbesondere das Wochenblatt Gringoire, zum Anlass, ihn heftig anzugreifen.
Nach der Niederlage Frankreichs gegen Deutschland im Jahr 1940 und dem Waffenstillstand von Compiègne wurden die Attacken, auch mit Bezug auf seine jüdische Herkunft, heftiger und führten am 6. Oktober 1940 zu Blochs Internierung in Cannes. Er wurde freigelassen und mehrmals, insbesondere auf Betreiben des Ministers Jean Bergeret, erneut verhaftet. Schließlich wurde Bloch im März 1944 mit seiner Familie von der Gestapo inhaftiert. Er selbst wurde in das KZ Buchenwald deportiert, während seine Familie in ein Gefängnis bzw. das Sammellager Drancy kam.
Bloch sollte als „wirtschaftlich wertvoller Jude“ für die deutschen Besatzer arbeiten, doch verweigerte er die Kooperation mit der deutschen Luftfahrtindustrie. Er überlebte dank des Schutzes eines Vertrauten von Wilhelm Canaris sowie der Unterstützung französischer Mitgefangener, darunter Henri Frager, Marcel Paul und Albert Baudet, die Judenverfolgung.
Im Jahr 1946 änderte Bloch seinen Familiennamen in Bloch-Dassault und 1949 in Dassault. Dassault war der Deckname seines Bruders, Darius Paul Bloch, in der Résistance. Der Name leitet sich wohl von dem Wort char d’assaut, ‚Kampfpanzer‘, her. 1950 trat Dassault zum katholischen Glauben über.
Später entwickelte er die Kampfflugzeuge vom Typ Mystère und Mirage mit und leitete das Unternehmen S.A. Avions Marcel Dassault-Breguet Aviation mit 16.000 Mitarbeitern bis zu seinem Tode.
Marcel Dassault war von 1951 bis 1956 Abgeordneter des Départements Alpes-Maritimes in der französischen Nationalversammlung und 1957/1958 Senator des Départements Oise, zudem Alterspräsident der Nationalversammlung.
Dassaults Ehefrau, Madeleine Minckes, stammte aus einer aus Litauen eingewanderten jüdischen Familie. Ihr gemeinsamer Sohn, Serge Dassault, der u. a. als Verleger tätig wurde, war zu seiner Zeit der zweitreichste Mann Frankreichs.

## Bekannte Flugzeugkonstruktionen
- Bloch MB.130/Bloch MB.131
- Bloch MB.150
- Bloch MB.162
- Bloch MB.174
- Bloch MB.200
- Bloch MB.210
- Dassault Ouragan
- Dassault Mystère
- Dassault Super Mystère
- Dassault Étendard
- Dassault Super Étendard
- Dassault Mirage
- Dassault Rafale
- Dassault Falcon

## Unternehmen
Marcel Dassault, beziehungsweise Bloch ist Namensgeber der von ihm gegründeten Société des Avions Marcel Bloch (1928–1947) und der Dassault Aviation (seit 1947), sowie der Groupe Dassault und der 1981 gegründeten Dassault Systèmes.